# Mariene ecoregio Lancasterzeestraat
De Mariene ecoregio Lancasterzeestraat (9) (Engels: Lancaster Sound marine ecoregion) is een biogeografische regio en ligt in de Noordelijke IJszee in het Marien rijk Arctica. De mariene ecoregio is vastgesteld door het World Wide Fund for Nature en The Nature Conservancy en is vernoemd naar de Lancasterzeestraat.
In het westen grenst het gebied aan de mariene ecoregio Beaufort-Amundsen-Viscount Melville-Koningin Maud (11), in het noorden aan de mariene ecoregio Hoge Arctische Archipel (10), in het oosten aan de mariene ecoregio Baffinbaai-Straat Davis (7) en in het zuidoosten aan de mariene ecoregio Hudson Complex (8).

## Geografie
De mariene ecoregio ligt in de Noordelijke IJszee voor de noordkust van Canada in het territorium Nunavut. Het gebied ligt in de wateren rond het zuidoostelijke deel van de Canadese Arctische Eilanden tot in de Fury and Hecla Strait in het zuiden.
Het gebied kenmerkt zich door slechts lokale zeestromingen.

## Biogeografie
Het gebied kent zeeleven dat houdt van arctische temperaturen.